# Fernando Pessoa
Fernando António Nogueira Pessoa (Lisboa, 13 de juny del 1888 — Lisboa, 30 de novembre del 1935), més conegut com a Fernando Pessoa, va ser un poeta i escriptor portuguès. És considerat un dels més grans poetes de la llengua portuguesa. El crític literari Harold Bloom el va considerar un dels millors poetes del segle xx. Havent viscut de jove a Sud-àfrica, l'anglès també va tenir un paper destacat en la seva vida: va estudiar l'idioma, i el va traduir i escriure. Va viure discretament; es va dedicar al periodisme, la publicitat, el comerç i, principalment, a la literatura. En la seva obra de creació, va signar amb diversos noms; es va desdoblar en diverses personalitats, conegudes com a heterònims. Això el va convertir en una figura enigmàtica, l'heteronímia és central en els estudis sobre la seva vida i obra. Morí de problemes hepàtics als 47 anys, a Lisboa, la ciutat on va néixer. L'última frase la va escriure en anglès: "I know not what tomorrow will bring... ".

## Biografia
| Portuguès | Traducció al català |
| --- | --- |
| Se depois de eu morrer, quiserem escrever a minha biografia, não há nada mais simples. Tem só duas datas - a da minha nascença e a da minha morte. Entre uma e outra todos os dias são meus. Fernando Pessoa/Alberto Caeiro: Poemas Inconjuntos; escrit entre 1913-15; publicat per Atena, núm. 5, febrer del 1925. | Si després de morir, volguéssiu escriure la meva biografia, no hi ha res més simple. Només té dues dates - la del meu naixement i la de la meva mort. Entre l'una i l'altra els dies són meus. Fernando Pessoa/Alberto Caeiro: Poemas Inconjuntos; escrit entre 1913-15; publicat per Atena núm. 5, febrer del 1925. |

### Joventut a Durban

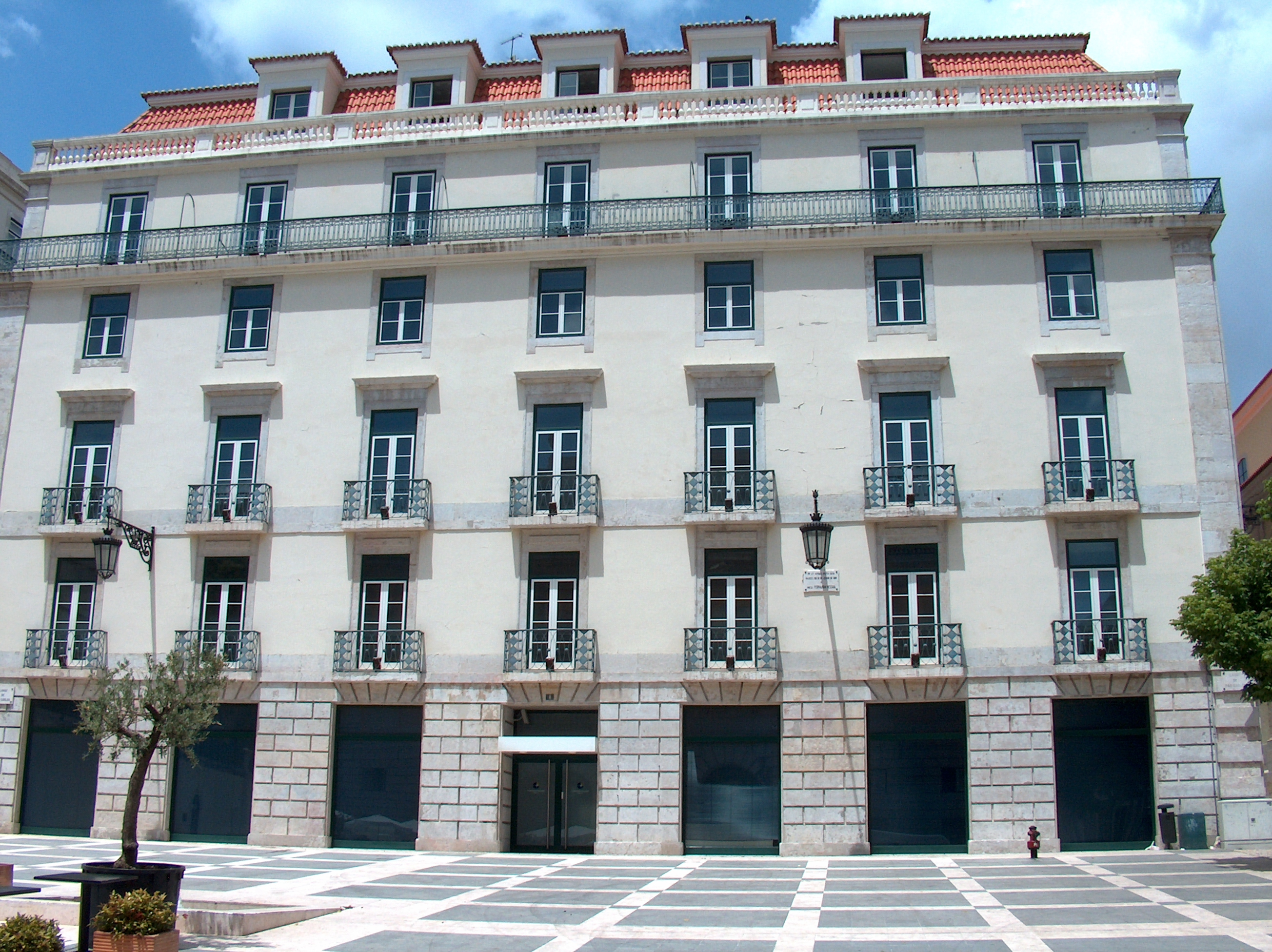
Plaça de São Carlos

El 13 de juny del 1888 va néixer a Lisboa Fernando Pessoa. El part va ocórrer al passadís esquerre del núm. 4 de la plaça de São Carlos, davant de l'òpera de Lisboa (teatre de São Carlos). El pare era funcionari del Ministeri de Justícia i crític musical del Diário de Notícias, Joaquim de Seabra Pessoa (38), natural de Lisboa; la mare fou Maria Magdalena Pinheiro Nogueira Pessoa (26), natural de l'illa Terceira (Açores). Vivien amb ells la seva àvia Dionísia, dement mental i les seves dues filles, Joana i Emília.
La seva infantesa i adolescència van estar marcades per fets que l'influenciaren posteriorment. El 24 de juliol del 1893, el pare, Joaquim de Seabra Pessoa, va morir. El Diário de Notícias se'n va fer ressò el mateix dia. Va deixar vídua i dos fills, Fernando, amb cinc anys, i Jorge, que moriria menys d'un any després. La mare va haver de subhastar part del mobiliari i la família es va mudar a una casa més modesta, el corredor 3 del núm. 104 del carrer Sant Marçal.
En aquest període, sorgeix el primer pseudònim, Chevalier de Pas. Fernando Pessoa ho explica en una carta a Adolfo Casais Monteiro del 1935, en la qual parla extensament sobre l'origen dels heterònims. El mateix any escriu el primer poema, un vers curt, amb un epígraf infantil, À Minha Querida Mamã (A la meva estimada mama). La mare s'havia tornat a casar el 1895 per interès, a l'església de São Mamede de Lisboa, amb el comandant João Miguel Rosa, cònsol de Portugal a Durban (Sud-àfrica), a qui havia conegut un any abans. A l'Àfrica, Pessoa demostraria posseir habilitats per a la literatura ja des de petit.

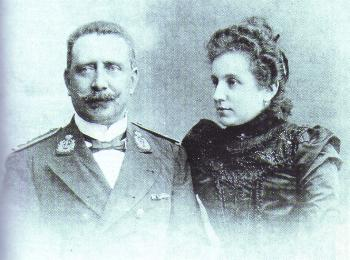
El padrastre i la mare

## Obra poètica
Es considera que la gran creació estètica de Pessoa va ser la invenció dels heterònims, que travessa tota la seva obra. Els heterònims, a diferència dels pseudònims, són personalitats poètiques completes: identitats, que, en principi falses, es tornen veritables per la seva manifestació artística pròpia i diversa de l'autor original. Entre els heterònims, el mateix Fernando Pessoa va passar a ser anomenat ortònim, ja que era la personalitat original. Amb el temps, i amb la maduració de les altres personalitats, el mateix ortònim es va convertir en un heterònim més entre els altres. Els tres heterònims més coneguts (i també amb més obra poètica) van ser Álvaro de Campos, Ricardo Reis i Alberto Caeiro. Un quart heterònim de gran importància en l'obra de Pessoa va ser Bernardo Soares, autor del Livro do Desassossego (Llibre del desassossec), una de les més importants obres literàries del segle xx. Bernardo és considerat un semiheterònim per tenir moltes semblances amb Fernando Pessoa i no posseir una personalitat massa característica ni data de defunció, al contrari dels altres tres, que tenen data de naixement i mort, a excepció de Ricardo Reis (que no té data de defunció). Per aquesta raó, l'escriptor i premi Nobel portuguès José Saramago va poder escriure la seva novel·la O ano da morte de Ricardo Reis (L'any de la mort de Ricardo Reis).

## Ortònim
L'obra de l'ortònim de Pessoa (és a dir, aquella escrita amb el nom propi de l'escriptor que crea heterònims) va passar per diferents fases, però envolta bàsicament la recerca d'un cert patriotisme perdut, amb una actitud sebastianista reinventada. L'ortònim va ser profundament influenciat, en diversos moments, per doctrines religioses com la teosofia, i societats secretes com la maçoneria. La poesia resultant té un cert aire mític, heroic (gairebé èpic, però no en l'accepció habitual del terme), i a vegades tràgic. És un poeta universal, en la mesura en què ens va anar donant, fins i tot amb contradiccions, una visió a un mateix temps múltiple i unitària de la vida. És, precisament, en aquest intent de mirar el món de manera múltiple (amb un fort substrat de filosofia racionalista i, fins i tot, d'influència oriental) on resideix una explicació plausible de la creació dels cèlebres Alberto Caeiro, Álvaro de Campos i Ricardo Reis o del seu semiheterònim Bernardo Soares.
La principal obra de l'anomenat "Pessoa ele-mesmo " (Pessoa ell mateix) és Mensagem, un recull de poemes sobre els grans personatges històrics portuguesos. El llibre va ser l'únic publicat en vida de l'autor.

## Heterònims
Aquest valorat escriptor arribà a tenir 72 heterònims, entre ells, Bernardo Soares (Llibre del desassossec), més aviat, com hem citat, semiheterònim. Els més destacats són els següents:

### Álvaro de Campos
Entre tots els heterònims, Campos va ser l'únic a manifestar fases poètiques diferents al llarg de la seva obra. Era un enginyer d'educació anglesa i origen portuguès, però sempre amb la sensació de ser un estranger en qualsevol part del món.
Comença la seva trajectòria com un decadentista (influenciat pel Simbolisme), per posteriorment adherir-se al futurisme. Després d'una sèrie de desil·lusions amb l'existència, assumeix una vena nihilista, expressada en un dels poemes més coneguts i influents de la llengua portuguesa: Tabacaria.

### Ricardo Reis
L'heterònim Ricardo Reis es defineix com llatinista i monàrquic. Vol simbolitzar l'herència clàssica de la literatura occidental, expressada en la simetria, l'harmonia i un cert bucolisme, amb elements epicuris i estoics. La fi inexorable de tots els éssers vius és una constant en la seva obra, clàssica, depurada i disciplinada.
Segons Pessoa, Reis es va traslladar al Brasil en protesta per la proclamació de la República a Portugal, i no se sap l'any de la seva mort.

### Alberto Caeiro
Caeiro, nascut a Lisboa, va passar la major part de la seva vida vivint com un pagès; no tenia gairebé estudis (només va cursar la instrucció primària), però és considerat el mestre entre els heterònims. Morts el pare i la mare, es va quedar a casa d'una bestia, vivint d'una renda modesta. Va morir de tuberculosi. També és conegut com el poeta filòsof, però ell rebutjava aquest títol i pregonava una "no-filosofia". Creia que els éssers simplement són, i res més: s'irritava amb la metafísica i qualsevol tipus de simbolisme de la vida.
Dels principals heterònims de Fernando Pessoa, Caeiro va ser l'únic que no va escriure en prosa. Argumentava que només la poesia seria capaç de donar compte de la realitat.
Posseïa un llenguatge estètic directe, concret i simple, però així i tot bastant complex des del punt de vista reflexiu. El seu ideari es resumeix en el vers "Hi ha prou metafísica en el fet de no pensar en res" ("Há metafísica bastante em não pensar em nada").

## Llegat
El 2018 el Museu Reina Sofia li va dedicar una exposició commemorativa.